# 浜離宮庭園
浜離宮庭園（はまりきゅうていえん）は、東京都中央区の町名。丁目の設定のない単独町名である。

## 地理
京橋地域・築地地区に属する。浜離宮恩賜庭園と北西辺の道路（首都高速道路および海岸通り）で大半を占める。京橋地域の南端に位置し、北の築地川に架かる大手門橋を挟んで銀座、北東で築地川を挟んで築地、南東で東京湾を挟んで勝どき、南で同じく東京湾を挟んで豊海町、西で汐留川を挟んで港区海岸、北西で汐留川を挟んで港区東新橋と隣接する。築地に所在する築地警察署および明石町に所在する京橋消防署築地出張所の管轄に当たる。

### 河川
- 築地川 - 大手門橋が架かる。
- 汐留川 - 中の御門橋が架かる。

## 歴史

### 地名の由来
現在の浜離宮恩賜庭園が、徳川氏の別邸だった頃は「浜御殿」と称し、1870年（明治3年）に宮内省に属した際、浜離宮へ改称したことによる。

### 沿革
- 1966年（昭和41年）7月1日 - 住居表示が実施され[5][6]、築地六丁目より成立。

### 町名の変遷
| 実施後     | 実施年月日   | 実施前             |
| ---------- | ------------ | ------------------ |
| 浜離宮庭園 | 1966年7月1日 | 築地六丁目（全域） |

## 事業所
2021年（令和3年）現在の経済センサス調査による事業所数と従業員数は以下の通りである。
| 町丁       | 事業所数 | 従業員数 |
| ---------- | -------- | -------- |
| 浜離宮庭園 | 1事業所  | 26人     |

## 交通

### 道路
- 首都高速都心環状線 - 出入口は設置されていない。
- 東京都道316号日本橋芝浦大森線（海岸通り）

### 水運
- 浜離宮 - 水上バス発着場。東京都観光汽船によって運営されている。

## 施設

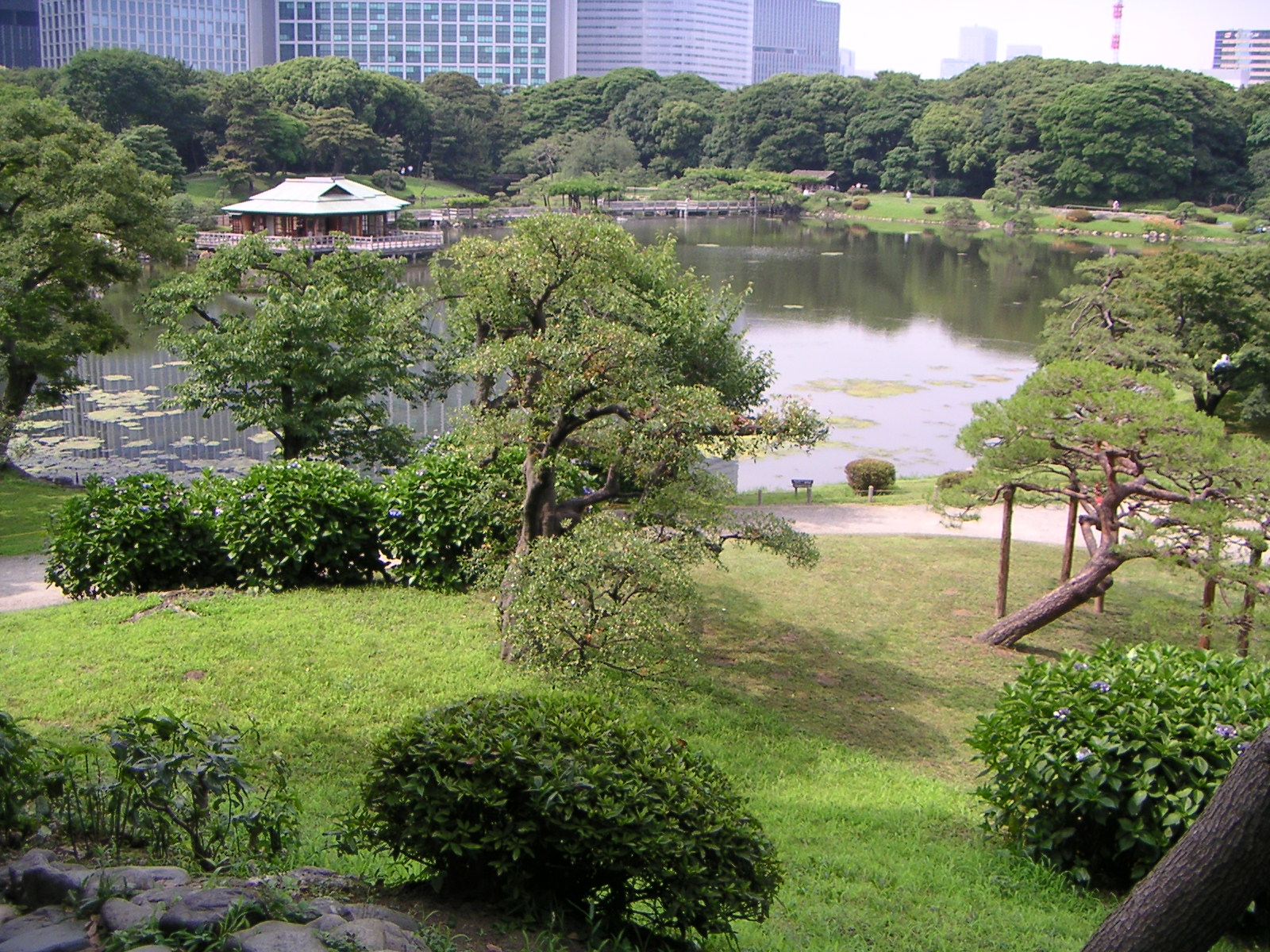
浜離宮恩賜庭園
- 東京都港湾局浜離宮排水機場

- 浜離宮恩賜庭園

## その他

### 日本郵便
- 郵便番号 : 104-0046[3]（集配局 : 晴海郵便局[8]）。